# Rhopalicus opisthotomus
Rhopalicus opisthotomus är en stekelart som först beskrevs av Julius Theodor Christian Ratzeburg 1848.  Rhopalicus opisthotomus ingår i släktet Rhopalicus och familjen puppglanssteklar. Inga underarter finns listade i Catalogue of Life.